# 보니 M.
보니 M.(Boney M.)은 서독에서 레코드 프로듀서 프랑크 파리안이 결성한 디스코 그룹이다. 4명의 원년 구성원으로는 리즈 미첼, 마샤 바렛, 마지 윌리암스, 바비 파렐 등이다.
보니엠은 10대 취향의 전염성이 강한 음악으로 아프리카, 서아시아, 동남아시아, 소련 등에서 큰 히트를 치면서 유럽의 인기 그룹 중 하나가 되었다. 이들은 스웨덴의 그룹인 아바와 함께 유럽에서 1970년 ~ 1980년대에 폭넓은 인기를 누린 그룹이다.
데뷔 과정이 상당히 흥미롭다. 1974년에 프로듀서인 프랑크 파리안이 장난 삼아서 "보니 M."이라는 가명으로 'Baby Do You Wanna Bump'라는 노래를 발표하였으며, 이 과정에서 무명 가수들을 코러스로 넣었다. 문제는 이게 장난 치고는 일이 너무 커진 것이다. 팬들이 자꾸 보니 M.의 콘서트를 강력히 요구하는 정도로 큰 인기를 얻었다. 처음에 프랑크 파리안은 보니 M.이 해외 순방이나 활동 중단이라고 온갖 핑계를 대며 라이브 콘서트를 회피했다. 결국 이렇게 회피하는 것도 한계에 부딪혀 1976년에 오디션으로 본인과 코러스들과 목소리가 최대한 닮은 사람들을 뽑았다. 노래가 인기를 얻고나서 실제로 보니 M.을 결성했으며 이 멤버들로 보니 M.을 데뷔시켜 실제로 활동하게 했다. 초기에는 안무도 준비하지 않아서 가수들이 박자에 맞춰 각자 알아서 춤을 추기도 했다. 
구성원 조합이 징기스칸과는 정반대인데, 보니 M.은 구성원 전원이 흑인이며 남자 1명과 여자 3명인 반면 '징기스칸'은 구성원 전원이 백인이며 남자 4명과 여자 2명이다.